# Ursinae
  
Ursinae – podrodzina ssaków z rodziny niedźwiedziowatych (Ursidae).  

## Zasięg występowania
Podrodzina obejmuje gatunki występujące w Eurazji, Ameryce Północnej i Arktyce.  

## Podział systematyczny
Do podrodziny należą następujące występujące współcześnie rodzaje:  
- Helarctos Horsfield, 1825 – biruang – jedynym żyjącym współcześnie przedstawicielem jest Helarctos malayanus (Raffles, 1821) – biruang malajski
- Melursus F.A. Meyer, 1793 – wargacz – jedynym żyjącym współcześnie przedstawicielem jest Melursus ursinus (G. Shaw, 1791) – wargacz leniwy
- Ursus Linnaeus, 1758 – niedźwiedź

Opisano również rodzaj wymarły:
- Aurorarctos Jiangzuo Qigao & Flynn, 2020 – jedynym przedstawicielem był Aurorarctos tirawa Jiangzuo Qigao & Flynn, 2020